# Computer and Video Games
Computer and Video Games (CVG, C&VG eller C+VG) var en engelsk datorspelstidning och webbplats. Det första numret gavs ut i november 1981. Fram till oktober 2004 gavs tidningen ut i pappersform. Tidningens webbsida startade i augusti 1999 och stängdes ned februari 2015.

## Redaktörer för ComputerAndVideoGames.com
- Gareth Ramsay
- Johnny Minkley (till tidigt 2004)
- Stuart Bishop (tillf. red. mid-2004)
- John Houlihan (2004 till 2006)
- Gavin Ogden - (2006–2009)
- Tim Ingham - (2010–2011)
- Andy Robinson (2012- 2015)